# Cyklobuten
Cyklobuten je organická sloučenina se vzorcem C4H6, patřící mezi cykloalkeny. Je předmětem výzkumu, ale nemá žádné praktické využití. Připravuje se dvoukrokovou dehydratací cyklobutanolu.
První příprava této sloučeniny byla provedena tepelným rozkladem N,N,N-trimethylcyklobutanaminium-hydroxidu [C4H7NMe3]OH.
Cyklobuten lze tepelně izomerizovat na buta-1,3-dien. Vysoké kruhové napětí u cyklobutenu způsobuje, že je tato reakce silně exotermní; oproti tomu u hexafluorcyklobutenu je přeměna na hexafluorbutadien značně nevýhodná.